# Гитлер? Не знаю такого
«Гитлер? Не знаю такого» (фр. Hitler, connais pas) — документальный фильм Бертрана Блие, снятый в 1963 году.

## Обзор
Документальный фильм в чёрно-белых тонах представляет собой исследование молодёжи, хотя в титрах и указано, что режиссёр не гарантирует репрезентативность этой выборки. Он состоит из одиннадцати интервью с молодыми людьми в возрасте от 15 до 22 лет, опрошенными отдельно и никогда не встречавшимися. Их социальное происхождение очень разнообразно: сын предпринимателя, рабочий, перебивающийся случайными заработками, лицеист, модель, мать-одиночка, буржуа, привлечённый сексуальным раскрепощением, которое начинается и взорвётся среди бела дня в 1968 году.
Их спрашивают об их детстве, их родителях, их видении любви, работы, будущего, которое они видят сами и которое представляют для общества (1963 год, две трети славного тридцатилетия, время, когда повышение уровня жизни, кажется, никогда не остановится).

## Работа над фильмом и реакция общества
Бертран Блие, молодой режиссёр, объединяет эти ответы по темам, создавая в целом вид беседы, похожей на те, что можно найти в мыльной опере того времени «Время друзей». В титрах также сообщается, что фильм задуман как зрелище, а не как расследование, строго говоря. Блие сводит воедино, иногда резко, рассказы этих молодых людей, где среди классических забот молодёжи всех периодов он выявляет некоторые социальные предрассудки, склонность к материализму, контрастирующую с прежним умонастроением, и даже предпосылки войны полов.
Безразличие или неосведомлённость этих молодых людей, особенно в вопросах политики и истории, менее чем через двадцать лет после падения нацизма выдвигаются на первый план и могут вызывать озабоченность. Фильм задаст тон аполитичной юности, которая продлится как минимум до сентября 1966 года, когда Le Nouvel Observateur проведёт расследование в том же духе, о котором будет объявлено на обложке под заголовком «Les Lycéens 1967». События мая 1968-го можно было бы в этом свете рассматривать как подтверждение этого наблюдения у Раймона Арона или, наоборот, как начало спасительной революции у Жан-Поля Сартра.
Название на несколько лет стало нарицательным, но не является цитатой из фильма. Бертран Блие получил благодаря ему первую известность: его фильм был запрещён для лиц моложе 18 лет и исключён из списка фильмов, представленных на Каннском кинофестивале 1963 года.